# Braula
Braula là một chi ruồi trong họ Braulidae hay ong lai. Đây là các loài hai cánh bất thường, không cánh và dẹp và rất khó có thể nhận ra nó thuộc bộ Diptera. Braula coeca Nitzsch là loài gây hại cho ong mật. Ấu trùng đào lỗ trong sáp của tổ ong và con trưởng thành có thể gặp trên cơ thể của ong mật. Braula có mặt khắp nơi trên thế giới và dài 1,6 mm.

## Loài
- Braula coeca Nitzsch, 1818
- Braula kohli Schmitz, 1914
- Braula orientalis Òròsi Pál, 1939
- Braula pretoriensis Òròsi Pál, 1939
- Braula schmitzi Òròsi Pál, 1939